# بعل
بعل هو أحد المعبودات في بلاد الشام وآسيا الصغرى، وفي اللغات السامية تأتي على شكل لقب أو تأتي كاسم نكرة ويستدل من أنها تعني: السيد أو الملك،" إلا أن نصوص أوغاريت تبين أن (بعل) المقصود فيها إله محدد الصفات هو هدد، لكنها تورد كلمة بعل أيضًا كاسم نكرة بمعنى سيد، كقولهم بعلكم بمعنى سيدكم، ويؤنث كقولهم (بعلة بت) سيدة البيت. وهذا ليس مقصورًا على كلمة بعل، فكلمة (إل/ إيل) تستعمل أيضًا كاسم علم (إيل أبو الآلهة) واسم نكرة ليعني إله، ويؤنث (إيلة) أي إلهة ويجمع (إيلم) وهذا يستعدي التعامل مع كل حالة ورود كلمة بعل وفق سياقها، ويشبه ذلك استعمالنا كلمة رب المستعملة عادةً للدلالة على (الإله) بمعنى السيد، كقولنا رب المنزل.

## في الديانة السامية

### هدد
تم استخدام بعل كاسم علم على الأقل منذ الألفية الثالثة قبل الميلاد، عندما ظهر في قائمة الآلهة في أبو صلابيخ. وتؤكد معظم الدراسات الحديثة أن بعل هذا كان متطابقًا مع إله العاصفة والخصوبة هدد؛ يظهر أيضًا باسم بعل هدو. يقترح العلماء أنه مع ازدياد أهمية عبادة هدد، أصبح اسمه الحقيقي يُنظر إليه على أنه مقدس جدًا لدرجة أنه لا يمكن لأي شخص باستثناء رئيس الكهنة أن يقوله بصوت عالٍ، واستُخدِم الاسم المستعار «الرب» («بعل») بدلا من ذلك، كما تم استخدام «بيل» للإشارة لمردوخ بين البابليين و«أدوناي» ليهوه بين بني إسرائيل. وهناك أقلية تقترح أن بعل كان إلهًا كنعانيًا ارتبط اسمه بعد ذلك ببعض جوانب عبادة هدد. بغض النظر عن علاقتهما في الأصل، بحلول الألفية الأولى قبل الميلاد، أصبح الاثنان مختلفان: أصبح الآراميون يعبدون هدد بينما عبد بعل الفينيقيون والكنعانيون الآخرون.

### إيل
يتم ربط بعل الفينيقي بشكل عام إما مع إيل أو داجون.

### بعل
بعل موثق جيدًا في النقوش الباقية، وكان شائعًا بين الأسماء الثيوفورية في جميع أنحاء بلاد الشام لكنه عادة ما كان يُذكر مع آلهة أخرى، و«نادراً ما يتم تحديد مجال قوته الخاصة». ومع ذلك، تظهر السجلات الأوغاريتية أنه إله الطقس، وله قوى خاصة مرتبطة بالبرق والرياح والمطر والخصوبة. كانت أشهر الصيف الجافة في المنطقة تفسر على أنها بسبب إقامة بعل في العالم السفلي وقيل إن عودته في الخريف تتسبب في العواصف التي تجدد الأرض. وهكذا، ارتبطت عبادة بعل في كنعان - حيث حل محل إيل كزعيم للآلهة - باعتماد الأراضي على هطول الأمطار من أجل الزراعة، على عكس مصر وبلاد ما بين النهرين، والتي اعتمدت على الري من أنهارها الكبيرة. زاد القلق من مدى توفر المياه للمحاصيل والأشجار من أهمية طائفته الدينية، والتي ركزت على دوره كإله للمطر. كان يستنجد به أيضًا أثناء المعارك، مما يدل على أنه كان يُعتقد أنه يتدخل بنشاط في عالم الإنسان، على عكس إيل الأكثر انعزالًا. وسُميت مدينة بعلبك اللبنانية على اسم بعل.
كان بعل أوغاريت هو لقب هدد، ولكن مع مرور الوقت، أصبح اللقب اسم الإله بينما أصبح هدد لقبًا. كان عادة ما يقال أن بعل هو ابن داجون، لكنه يظهر كأحد أبناء إيل في المصادر الأوغاريتية. ارتبط كل من بعل وإيل بالثور في النصوص الأوغاريتية، لأنه يرمز إلى القوة والخصوبة. الإلهة العذراء عناة هي أخته الكبرى وزوجته. وكان بعل يحمل عداوة خاصة ضد الثعابين، سواء مثلت أنفسها أو كانت ممثلة ليم، إله البحر والنهر الكنعاني. يعتبر صراع بعل مع يم الآن بشكل عام النموذج الأولي للرؤية المسجلة في الفصل السابع من سفر دانيال التوراتي. باعتباره قاهرًا للبحر، كان الكنعانيون والفينيقيون يعتبرون بعل راعيًا للبحارة والتجار الذين يسافرون عبر البحر.

## الإله بعل
وبعل أهم إله لدى الكنعانيين. وكانوا يعتبرونه الإله المحارب، لهذا صوروه مسلحاً. وكان الفينيقيون يعتبرونه إله الشمس، وقد نقلوا معهم عبادته لقرطاج بشمال أفريقيا حيث أطلقوا عليه الإله بعل هامون.
ومن آلهتهم أيضًا عشتار وبلوخ وأدونيس. وكان بعل إله الزوابع والأمطار والخصوبة، وورد اسمه في التناخ وفي القرآن، سورة الصافات: ﴿أَتَدْعُونَ بَعْلًا وَتَذَرُونَ أَحْسَنَ الْخَالِقِينَ ۝١٢٥﴾ [الصافات:125]
عبد ملك بني إسرائيل آخاب بتزيين من زوجته الكنعانية بعل وتبعه بني إسرائيل في زمن نبي الله إلياس فنهاهم عن ذلك فلم يجيبوه فعذب الله بني إسرائيل بانقطاع المطر وهو تذكير لهم بأنه هو الإله الحقيقي الذي يرزق الناس بالأمطار

## الأبعال الكنعانية
أشهرها (بعل صور) الذي عرف لاحقًا (بملقرت - ملك قرت) أي ملك المدينة وتدل عليه أيضًا قصة إيليا وكهنة بعل في التوراة، ويرجح أنه نفسه بعل زمن مملكة إسرائيل المعبود على جبال الكرمل والذي اعتبر لاحقاً موازياً لإله دمشق وبعلبك (هدّاد - جوبيتر هليوبوليتانس)
- (بعل شميم أوشمين) رب السماء، يظهر اسمه منتشراً من سوريا إلى سردينيا ومن الألف الأول قبل الميلاد إلى منتصف الألف الأول بعد الميلاد، واعتبر موازيًا (لإيل عليون).
- (بعل هدّاد) وأهم ظهور للاسم في المنقوشة ثنائية اللغة في طيبة حيث يترجم الاسم الآرامي إلى الإغريقية (زفس مجيستوس كورونيوس).

## بعل في الأساطير الأوغاريتية
بعل في أساطير أوغاريت السورية، من أهم وظائفه الدفاع عن البشر والآلهة، فهو في الملحمة الموسومة باسمه، بطل الآلهة وقاتل التنين (يم) وهو الرزّاق واهب المطر وصوته الرعد وعد الخصب، وهو المخلص الذي يحكم من جبل صفون (جبل الأقرع) ويرد اسمه بصيغ عدة، بعل صفون أي سيد جبل صفون، (عليان بعل) القدير، (زبل بعل أرص) أمير بعل الأرض و (بعل عنت محرثت) بعل الأرض المحروثة، (إيل هدد) الإله، أو (صغر هدد) الصغير أو (زبل بعل غلم) الأمير بعل الشاب، ويوصف بعل بابن (دجن)، أما (عنات) فهي أخته.

## بعل في المصادر الكلاسيكية
استمرت عبادة (بعل هدّاد) الإله السوري في العهدين الإغريقي والروماني، واعتبر موازياً للإله (زيوس جوبيتر) وانتشرت عبادته حتى وصلت روما نفسها تحت اسم (جوبيتر هليوبوليتانس) و (جوبيتر دوليخانوس- دوليخ)، ومن أهم مراكز عبادته كانت في سورية بهذه الفترة هيرابوليس أي منبج وكذلك ديلوس. هذا وقد سمي (زفس كيرونيس) و (زفس كاسيوس) موازياً للإله (بعل صافون) وقد قدّم له سلوقس نيكاتور القرابين على جبل كاسيوس (جبل الأقرع) في سوريا ويصادف عيد (بعل صافون) يوم الثالث والعشرين من نيسان (نفس تاريخ عيد القديس جرجس)، أما في روما فقد عبد (هدّاد) و (هدّاد أكروبيتس - الجبل) و (ملكيبرودوس) ملك يبرود - قرب دمشق - في معبد الآلهة السورية على سفحتل جانيكولوم في روما.
كما أنه هناك بعل حمون أو عمون أو آمون، الذي عُبد في شمال أفريقيا. وهناك شخصيات مثل هنبعل (حنبعل) يشير اسمه للإله بعل الكنعاني.
كما أن بعل باللغة العربية تعني الزوج. كما تستخدم كلمة بعل في الحديث عن أنواع الري، فالزراعة البعلية هي أحد أنواع الزراعة التي تعتمد على مياه الأمطار (التي يرسلها بعل) في ري المحاصيل.

## مقالة ذات صلة
- بعل آمون
- بعل صفون